# 吉田真次
吉田 真次（よしだ しんじ、1984年〈昭和59年〉7月6日 - ）は、日本の政治家。自由民主党所属の衆議院議員（2期）、厚生労働大臣政務官。

## 来歴
下関市豊北町出身。山口県立豊北高等学校(現在の山口県立下関北高等学校)、関西大学を卒業後、大阪府議会議員の秘書を務める。
2011年、下関市議会議員選挙に初当選。以後2015年、2019年と3期連続で当選を果たし、市議会副議長、文教厚生委員会委員長、議会運営委員会委員長、議員定数等調査特別委員会委員長などを歴任したほか、所属する会派「創世下関」の会長も務めた。市議会で学校教科書の歴史認識を取り上げ、採択問題にも取り組んだ。

### 下関市議会の定数削減条例提出
2021年、下関市議会の議員定数等調査特別委員会の委員長に就任、2022年2月14日に特別委員会としては定数削減の方向での報告を決めたが、委員長の吉田を除く委員9人のうち5人が削減、4人が維持と意見が割れていたこともあり、吉田は削減に賛成した委員に所属会派内で削減数の意見を取りまとめるよう求めた。2月25日、賛成会派がいずれも2減を提案したことを受けて吉田は「調査結果として2減という意見を報告する」と判断し「現状維持の意見があったことも報告に盛り込む」とした。
同年5月、特別委員会で取りまとめた定数削減条例案を同市議会の5月臨時会に提出することが議会運営委員会に諮られるも、労働団体など10団体が削減に反対または慎重審議を求める請願を提出。議会運営委員会は請願について不採択とした一方、本会議への条例案の提出も反対多数により見送った。吉田らは削減に賛同する議員とともに議員提出として条例案を提出したが、採決の結果、賛成14人（吉田を含む創世下関の7人と公明党の5人、みらい下関の1人、無所属の1人）、反対18人（みらい下関の6人と自民下関の5人、共産党の4人、無所属の3人）となり否決された。

### 衆議院山口4区補欠選挙へ出馬
2022年7月8日、元内閣総理大臣の安倍晋三が奈良市で暗殺される事件が発生。死去した安倍の選挙区である山口県第4選挙区の後継者問題が焦点となったが、安倍昭恵夫人の意向で下関市議の吉田真次が浮上。吉田は、2022年度末、下関市内で2023年春に実施される衆議院議員補欠選挙への出馬表明の会見を実施した。
2023年1月19日、自由民主党山口県連は公募選定の結果、吉田を山口4区における県連の推薦候補として党本部へ報告した。
同年2月25日、自由民主党総裁の岸田文雄から4月23日実施予定の補欠選挙への公認証書を手渡された。
同年3月5日、岸田は吉田事務所にて安倍の遺影に手を合わせた後、集会「吉田真次激励の集い」に参加。集会では、他に江島潔や北村経夫なども激励の言葉を述べた。
2023年4月23日に執行された衆議院山口4区補欠選挙では、51,961票（次点：有田芳生25,595票）を獲得し当選した。当選確定後の4月25日に山口県選挙管理委員会からの当選人告示を受けて正式に衆議院議員となった。4月27日、衆議院補選で当選した吉田、岸信千世、参議院補選で当選した白坂亜紀の3人は清和政策研究会（安倍派）に入会した。衆議院小選挙区の「10増10減」に伴い山口4区は廃止されるため、次回の衆院選では比例代表に回る。2024年10月27日の第50回衆議院議員総選挙で比例中国ブロック単独第4位に登載され再選。
2024年11月13日、第2次石破内閣で厚生労働大臣政務官に就任。

## 人物
山口4区の前任者である安倍晋三が掲げた「美しい国」を引き継ぎ、「美しく誇りある国へ」をスローガンに掲げる。憲法改正や教育改革に力を入れ「我が国と郷土を愛するこころの醸成」を目標とする。座右の銘は「信念」。娘が2人いる。従叔母に手話通訳者の木村晴美がいる。
2022年ロシアのウクライナ侵攻に下関市議会が抗議を決議した際、提案理由説明を行った吉田は「今回のロシアの行動は、ウクライナへの重大な主権侵害であり、ひいては国際社会が築き上げてきた平和と秩序、世界市民の安全を脅かし、明確に国連憲章に反する暴挙である」と述べ、ロシア政府に対して攻撃の即時停止完全かつ無条件での撤退を求めた。また、日本政府には現地在留邦人の安全確保に全力を尽くした上で、ロシアに対し制裁措置を含めた迅速かつ厳格な対応を行うことを要請した。
下関市長の前田晋太郎は吉田が衆議院議員選挙への出馬を表明した際に「人物や能力の高さは知っている。歓迎し、全力で支援したい」と述べている。

## 政策
「衆議院議員になったら最も取り組みたいテーマ」として「憲法改正」を挙げている。9条改正による自衛隊の明記、緊急事態条項の追加にいずれも「賛成」と回答している。
日本政府が2023年度からの5年間で防衛費の総額を1.6倍に増額する方針については「賛成」としている。一方、防衛費増額の財源としての増税の是非には「回答しない」とし、賛否を明らかにしていない。敵国のミサイル基地などを攻撃する「反撃能力」を持つことには「賛成」、非核三原則の維持・見直しについては「回答しない」としている。
「財政健全化」と「経済対策」のどちらをより重視すべきかについては「どちらかといえば経済対策」と回答している。物価高騰対策としての消費税率の一時的な引き下げは「不要」、大企業や高所得者への課税強化による財源確保については「回答しない」とし賛否を明らかにしていない。日本銀行が行う金融緩和政策については「維持すべき」としている。
社会保障制度の給付と負担のバランスについて「給付水準を保つために、負担が増加するのはやむをえない」と「給付水準を下げて、負担の増加を抑制すべき」では、どちらかといえば前者に近いと回答している。児童手当の所得制限を撤廃することには「賛成」としている。
新型コロナウイルス感染症について、感染症法上の扱いを「2類相当」から季節性インフルエンザなどと同じ「5類」に変更することについて「賛成」としている。また、日本政府が感染症対策としてのマスク着用を個人の判断に委ねる対応について「大いに評価する」としている。
エネルギー政策をめぐり、原子力発電への依存度を今後どうすべきかについては「回答しない」、電源構成に占める再生可能エネルギーの割合は「今の程度でよい」と回答している。
選択的夫婦別姓制度の導入については「回答しない」とし賛否を明らかにしていない。同性婚を法律で認めることには「反対」と回答している。候補者や議席の一定割合を女性に割り当てる「クオータ制」の導入には「反対」としている。
山口県の人口減少対策については「地域の産業力強化による雇用創出、観光振興が重要」とし、子育て環境の充実やデジタル改革による人手不足対応などといった政策課題に取り組むとしている。

## 選挙
| 当落 | 選挙                     | 執行日         | 選挙区           | 政党       | 得票数    | 得票率 | 定数 | 得票順位 /候補者数 | 政党内比例順位 /政党当選者数 |
| ---- | ------------------------ | -------------- | ---------------- | ---------- | --------- | ------ | ---- | ------------------ | ---------------------------- |
| 当   | 2011年下関市議会議員選挙 | 2011年1月30日  | ーー             | 無所属     | 3690票    | ーー   | 34   | 3/44               | /                            |
| 当   | 2015年下関市議会議員選挙 | 2015年1月25日  | ーー             | 自由民主党 | 3772票    | ーー   | 34   | 3/39               | /                            |
| 当   | 2019年下関市議会議員選挙 | 2019年2月3日   | ーー             | 自由民主党 | 3505票    | ーー   | 34   | 3/41               | /                            |
| 当   | 第49回衆議院議員補欠選挙 | 2023年4月23日  | 山口県第4区      | 自由民主党 | 5万1961票 | 63.48% | 1    | 1/5                | /                            |
| 当   | 第50回衆議院議員総選挙   | 2024年10月27日 | 比例中国ブロック | 自由民主党 | ーー票    | ーー   | 10   | /                  | 4/5                          |